# أدريان فيلار روجاس
أدريان فيلار روجاس (بالإسبانية: Adrián Villar Rojas) هو مصمم أرجنتيني، ولد في 1980 في روساريو في الأرجنتين.